# Hockey su ghiaccio ai IV Giochi olimpici invernali
Il torneo di hockey su ghiaccio dei IV Giochi olimpici invernali del 1936, svoltosi presso il Große Olympiaschanze di Garmisch-Partenkirchen, in Germania, fu considerato valido anche come 10º campionato del mondo di hockey su ghiaccio e 21º campionato europeo organizzato dalla International Ice Hockey Federation.
Il torneo di svolse nel periodo fra il 6 ed il 16 febbraio 1936. Vi presero parte ben quindici squadre, con i debutti assoluti di una squadra asiatica, il Giappone, e di nazionali europee come Italia e Lettonia. Le 15 squadre partecipanti vennero suddivise in quattro gruppi. Le prime due di ogni gruppo vennero ammesse alla seconda fase, in cui vennero formati due gironi da quattro squadre ciascuno. Le prime due di ogni gruppo passarono al girone finale che assegnò le medaglie.
Nel girone finale ogni squadra incontrò solo le due squadre qualificate dall'altro girone intermedio e venne conteggiato il risultato tra prima e seconda dello stesso girone intermedio. A sorpresa non fu il Canada, vincitore di tutte le edizioni precedenti, ad aggiudicarsi il titolo, ma il Regno Unito, che aveva inferto ai canadesi la loro prima sconfitta alle Olimpiadi. Ben undici dei dodici componenti la squadra britannica (faceva eccezione il solo Archie Stinchcombe) avevano però il doppio passaporto del Regno Unito e del Canada. I britannici divennero così anche campioni mondiali ed europei. Secondi giunsero i canadesi e terzi gli statunitensi.

## Partecipanti
Parteciparono al terzo torneo olimpico quindici rappresentative nazionali provenienti da tre continenti, con un numero variabile di giocatori.
| Americhe                         | Asia           | Europa |
| -------------------------------- | -------------- | --- |
| - Canada (13) - Stati Uniti (11) | - Giappone (9) | - Austria (12) - Belgio (10) - Cecoslovacchia (13) - Francia (11) - Germania (12) - Italia (10) - Lettonia (11) - Polonia (11) - Regno Unito (12) - Svezia (13) - Svizzera (12) - Ungheria (13) |

## Gironi preliminari

### Gruppo A
| Garmisch-Partenkirchen 6 febbraio 1936, ore 14:30 | Canada | 8 – 1 (5-0; 2-1; 1-0) | Polonia | Olympia-Eissportplatz |

| Garmisch-Partenkirchen 7 febbraio 1936, ore 9:00 | Canada | 11 – 0 (2-0; 3-0; 6-0) | Lettonia | Olympia-Kunsteisstadion |

| Garmisch-Partenkirchen 7 febbraio 1936, ore 14:30 | Austria | 2 – 1 (0-0; 0-0; 2-1) | Polonia | Olympia-Kunsteisstadion |

| Garmisch-Partenkirchen 8 febbraio 1936, ore 9:00 | Polonia | 9 – 2 (1-0; 4-0; 4-2) | Lettonia | Olympia-Kunsteisstadion |

| Garmisch-Partenkirchen 8 febbraio 1936, ore 10:20 | Canada | 5 – 2 (4-0; 1-2; 0-0) | Austria | Olympia-Kunsteisstadion |

| Garmisch-Partenkirchen 9 febbraio 1936, ore 14:30 | Austria | 7 – 1 (4-0; 0-0; 3-1) | Lettonia | Olympia-Eissportplatz |

| Pos. |          | PG | V | N | P | GF | GS | DR  | Pt |
| 1.   | Canada   | 3  | 3 | 0 | 0 | 24 | 3  | +21 | 6  |
| 2.   | Austria  | 3  | 2 | 0 | 1 | 11 | 7  | +4  | 4  |
| 3.   | Polonia  | 3  | 1 | 0 | 2 | 11 | 12 | -1  | 2  |
| 4.   | Lettonia | 3  | 0 | 0 | 3 | 3  | 27 | -24 | 0  |

### Gruppo B
| Garmisch-Partenkirchen 6 febbraio 1936, ore 14:45 | Germania | 0 – 1 (0-1; 0-0; 0-0) | Stati Uniti | Olympia-Kunsteisstadion |

| Garmisch-Partenkirchen 7 febbraio 1936, ore 10:25 | Stati Uniti | 3 – 0 (0-0; 3-0; 0-0) | Svizzera | Olympia-Kunsteisstadion |

| Garmisch-Partenkirchen 7 febbraio 1936, ore 21:00 | Germania | 3 – 0 (1-0; 1-0; 1-0) | Italia | Olympia-Kunsteisstadion |

| Garmisch-Partenkirchen 8 febbraio 1936, ore 15:45 | Stati Uniti | 1 – 2 (d.t.s.) (0-0; 0-0; 1-1; 0-0) | Italia | Olympia-Kunsteisstadion |

| Garmisch-Partenkirchen 8 febbraio 1936, ore 21:00 | Germania | 2 – 0 (0-0; 1-0; 1-0) | Svizzera | Olympia-Kunsteisstadion |

| Garmisch-Partenkirchen 9 febbraio 1936, ore 21:00 | Svizzera | 1 – 0 (0-0; 1-0; 0-0) | Italia | Olympia-Kunsteisstadion |

| Pos. |             | PG | V | N | P | GF | GS | DR | Pt |
| 1.   | Germania    | 3  | 2 | 0 | 1 | 5  | 1  | +4 | 4  |
| 2.   | Stati Uniti | 3  | 2 | 0 | 1 | 5  | 2  | +3 | 4  |
| 3.   | Italia      | 3  | 1 | 0 | 2 | 2  | 5  | -3 | 2  |
| 4.   | Svizzera    | 3  | 1 | 0 | 2 | 1  | 5  | -4 | 2  |

### Gruppo C
| Garmisch-Partenkirchen 6 febbraio 1936, ore 16:45 | Ungheria | 11 – 2 (1-1; 2-0; 8-1) | Belgio | Olympia-Kunsteisstadion |

| Garmisch-Partenkirchen 7 febbraio 1936, ore 10:00 | Cecoslovacchia | 5 – 0 (0-0; 4-0; 1-0) | Belgio | Olympia-Eissportplatz |

| Garmisch-Partenkirchen 7 febbraio 1936, ore 14:30 | Ungheria | 3 – 0 (0-0; 1-0) | Francia | Olympia-Kunsteisstadion |

| Garmisch-Partenkirchen 8 febbraio 1936, ore 14:30 | Cecoslovacchia | 3 – 0 (1-0; 1-0; 1-0) | Ungheria | Olympia-Kunsteisstadion |

| Garmisch-Partenkirchen 8 febbraio 1936, ore 14:30 | Francia | 4 – 2 (d.t.s.) (1-0; 0-1; 0-0; 1-1) | Belgio | Olympia-Eissportplatz |

| Garmisch-Partenkirchen 9 febbraio 1936, ore 10:00 | Cecoslovacchia | 2 – 0 (0-0; 1-0; 1-0) | Francia | Olympia-Kunsteisstadion |

| Pos. |                | PG | V | N | P | GF | GS | DR  | Pt |
| 1.   | Cecoslovacchia | 3  | 3 | 0 | 0 | 10 | 0  | +10 | 6  |
| 2.   | Ungheria       | 3  | 2 | 0 | 1 | 14 | 5  | +9  | 4  |
| 3.   | Francia        | 3  | 1 | 0 | 2 | 4  | 7  | -3  | 2  |
| 4.   | Belgio         | 3  | 0 | 0 | 3 | 4  | 20 | -16 | 0  |

### Gruppo D
| Garmisch-Partenkirchen 6 febbraio 1936, ore 21:00 | Svezia | 2 – 0 (1-0; 1-0; 0-0) | Giappone | Olympia-Kunsteisstadion |

| Garmisch-Partenkirchen 7 febbraio 1936, ore 16:15 | Regno Unito | 1 – 0 (1-0; 0-0; 0-0) | Svezia | Olympia-Kunsteisstadion |

| Garmisch-Partenkirchen 8 febbraio 1936, ore 10:00 | Regno Unito | 3 – 0 (2-0; 0-0; 1-0) | Giappone | Olympia-Eissportplatz |

| Pos. |             | PG | V | N | P | GF | GS | DR | Pt |
| 1.   | Regno Unito | 2  | 2 | 0 | 0 | 4  | 0  | +4 | 4  |
| 2.   | Svezia      | 2  | 1 | 0 | 1 | 2  | 1  | +1 | 2  |
| 3.   | Giappone    | 2  | 0 | 0 | 2 | 0  | 5  | -5 | 0  |

## Seconda fase

### Gruppo A
| Garmisch-Partenkirchen 11 febbraio 1936, ore 20:00 | Germania | 2 – 1 (0-0; 1-0; 1-1) | Ungheria | Olympia-Kunsteisstadion |

| Garmisch-Partenkirchen 11 febbraio 1936, ore 21:45 | Regno Unito | 2 – 1 (1-1; 0-0; 1-0) | Canada | Olympia-Kunsteisstadion |

| Garmisch-Partenkirchen 12 febbraio 1936, ore 14:30 | Canada | 15 – 0 (3-0; 6-0; 6-0) | Ungheria | Olympia-Kunsteisstadion |

| Garmisch-Partenkirchen 12 febbraio 1936, ore 20:00 | Germania | 1 – 1 (d.t.s.) (0-0; 0-1; 1-0) | Regno Unito | Olympia-Kunsteisstadion |

| Garmisch-Partenkirchen 13 febbraio 1936, ore 9:00 | Regno Unito | 5 – 1 (1-0; 3-1; 1-0) | Ungheria | Olympia-Kunsteisstadion |

| Garmisch-Partenkirchen 13 febbraio 1936, ore 20:00 | Germania | 2 – 6 (0-1; 0-3; 2-2) | Canada | Olympia-Kunsteisstadion |

| Pos. |             | PG | V | N | P | GF | GS | DR  | Pt |
| 1.   | Regno Unito | 3  | 2 | 1 | 0 | 8  | 3  | +5  | 5  |
| 2.   | Canada      | 3  | 2 | 0 | 1 | 22 | 4  | +18 | 4  |
| 3.   | Germania    | 3  | 1 | 1 | 1 | 5  | 8  | -3  | 3  |
| 4.   | Ungheria    | 3  | 0 | 0 | 3 | 2  | 22 | -20 | 0  |

### Gruppo B
| Garmisch-Partenkirchen 11 febbraio 1936, ore 14:30 | Stati Uniti | 2 – 0 (0-0; 2-0; 0-0) | Cecoslovacchia | Olympia-Eissportplatz |

| Garmisch-Partenkirchen 11 febbraio 1936, ore 14:30 | Svezia | 1 – 0 (1-0; 0-0; 0-0) | Austria | Olympia-Eissportplatz |

| Garmisch-Partenkirchen 12 febbraio 1936, ore 16:20 | Cecoslovacchia | 4 – 1 (0-1; 2-0; 2-0) | Svezia | Olympia-Kunsteisstadion |

| Garmisch-Partenkirchen 12 febbraio 1936, ore 22:15 | Stati Uniti | 1 – 0 (0-0; 1-0; 0-0) | Austria | Olympia-Kunsteisstadion |

| Garmisch-Partenkirchen 13 febbraio 1936, ore 10:50 | Cecoslovacchia | 2 – 1 (0-0; 2-1; 0-0) | Austria | Olympia-Kunsteisstadion |

| Garmisch-Partenkirchen 13 febbraio 1936, ore 22:00 | Stati Uniti | 2 – 1 (0-0; 1-1; 1-0) | Svezia | Olympia-Kunsteisstadion |

| Pos. |                | PG | V | N | P | GF | GS | DR | Pt |
| 1.   | Stati Uniti    | 3  | 3 | 0 | 0 | 5  | 1  | +4 | 6  |
| 2.   | Cecoslovacchia | 3  | 2 | 0 | 1 | 6  | 6  | +2 | 4  |
| 3.   | Svezia         | 3  | 1 | 0 | 2 | 3  | 6  | -3 | 2  |
| 4.   | Austria        | 3  | 0 | 0 | 3 | 1  | 4  | -3 | 0  |

## Girone finale
Le squadre conservano il punteggio e i gol ottenuti nello scontro con la squadra proveniente dallo stesso girone intermedio.
| Garmisch-Partenkirchen 14 febbraio 1936, ore 21:00 | Regno Unito | 5 – 0 (2-0; 3-0; 0-0) | Cecoslovacchia | Olympia-Kunsteisstadion |

| Garmisch-Partenkirchen 15 febbraio 1936, ore 10:00 | Canada | 7 – 0 (3-0; 3-0; 1-0) | Cecoslovacchia | Olympia-Kunsteisstadion |

| Garmisch-Partenkirchen 15 febbraio 1936, ore 21:00 | Regno Unito | 0 – 0 (d.t.s.) (0-0; 0-0; 0-0; 0-0; 0-0) | Stati Uniti | Olympia-Kunsteisstadion |

| Garmisch-Partenkirchen 16 febbraio 1936, ore 14:30 | Canada | 1 – 0 (1-0; 0-0; 0-0) | Stati Uniti | Olympia-Kunsteisstadion |

| Pos. |                | PG | V | N | P | GF | GS | DR  | Pt |
| 1.   | Regno Unito    | 3  | 2 | 1 | 0 | 7  | 1  | +6  | 5  |
| 2.   | Canada         | 3  | 2 | 0 | 1 | 9  | 2  | +7  | 4  |
| 3.   | Stati Uniti    | 3  | 1 | 1 | 1 | 2  | 1  | +1  | 3  |
| 4.   | Cecoslovacchia | 3  | 0 | 0 | 3 | 0  | 14 | -14 | 0  |

## Graduatoria finale
| Pos | Squadra        |
| --- | -------------- |
|     | Regno Unito    |
|     | Canada         |
|     | Stati Uniti    |
| 4   | Cecoslovacchia |
| 5   | Germania       |
| 5   | Svezia         |
| 7   | Austria        |
| 7   | Ungheria       |
| 9   | Polonia        |
| 9   | Italia         |
| 9   | Francia        |
| 9   | Giappone       |
| 13  | Lettonia       |
| 13  | Svizzera       |
| 13  | Belgio         |

| Campione olimpico di hockey su ghiaccio 1936 |
| Regno Unito 1º titolo                        |

| Pos | Squadra     | Formazione |
| --- | ----------- | --- |
|     | Regno Unito | Sandy Archer, Jimmy Borland, Edgar Brenchley, Jimmy Chappell, Johnny Coward, Gordon Dailley, Gerry Davey, Carl Erhardt, Jimmy Foster, John Kilpatrick, Archie Stinchcombe, Bob Wyman        |
|     | Canada      | Bill Deacon, Hugh Farquharson, Jim Haggarty, Walter Kitchen, Ray Milton, Dinty Moore, Herman Murray, Jakie Nash, Dave Neville, Ken Farmer, Ralph Saint-Germain, Alex Sinclair, Bill Thomson |
|     | Stati Uniti | Jack Garrison, Fred Kammer, Phil LaBatte, Johnny Lax, Tom Moone, Elbridge Ross, Paul Rowe, Frank Shaughnessy, Gordon Smith, Frank Spain, Frank Stubbs                                       |

## Campionato europeo
Il torneo fu valido anche per il 21º campionato europeo e venne utilizzata la graduatoria finale dell'evento olimpico per determinare le posizioni in classifica; a trionfare fu il Regno Unito.
| Pos | Squadra        |
| --- | -------------- |
|     | Regno Unito    |
|     | Cecoslovacchia |
|     | Germania       |
| 4   | Svezia         |
| 5   | Austria        |
| 5   | Ungheria       |
| 7   | Polonia        |
| 7   | Italia         |
| 7   | Francia        |
| 10  | Lettonia       |
| 10  | Svizzera       |
| 10  | Belgio         |